# Daniël Belinfante
Daniël Belinfante (Amsterdam, 6 maart 1893 - strafkamp Fürstengrube, 27 januari 1945) was een Joods-Nederlandse componist.

## Biografie
Daniël Belinfantes vader is Aaron Belinfante, die pianist was, en zijn moeder is Sara Lisser. Hij had nog negen broers en zussen, waarvan een aantal vroeg overleed. Hij kreeg zijn eerste vioollessen van zijn vader, en later van zijn oom Sidney Belinfante. Later ging hij ook piano studeren.
Hij trouwde in 1923 met een leerlinge, Martha Dekker, de zuster van schrijver Maurits Dekker. In 1928 gingen zij in Blaricum wonen. Over hun privéleven, en dan vooral over de Gooise periode, is weinig bekend. Zo is niet bekend of en hoe zij aan het plaatselijke muziekleven hebben deelgenomen. In 1942 verhuisde hij met Martha op last van de bezetter weer naar Amsterdam, waar ze enige tijd aan de Camperstraat verbleven. Kort daarna is hij daar ondergedoken. Martha ging in de illegaliteit, en dook onder in Rotterdam. Voor haar verzetswerk kreeg zij na de oorlog een onderscheiding.
Op 19 augustus 1943 wordt Daniël opgepakt. Uit Martha's aantekeningen blijkt: “… zelf ondergedoken (4 J. grootouders!) zorgde hij voor vele onderduikers, voor voedsel, bescheiden en geld. Beweegreden: gevoel voor recht en menselijkheid. 

Huurde als ‘Meneer Hafkamp’ een onbewoonbaar verklaarde woning, Zandhoek 5, en vroeg op naam van ‘Meneer Mulder’ gas, elektriciteit en water aan. Zorgde voor deze mensen op velerlei manieren en hielp verder waar geholpen moest worden. Werd gepakt toen hij dagelijkse Engelse radioberichten aan tussenadres kwam brengen, vóór de deur van dat huis, zónder ster op, en dús naar ’t S (= Straf-) kamp gestuurd.
Via de Hollandsche Schouwburg, de strafbarak van kamp Westerbork en Auschwitz kwam Daniël in Fürstengrube terecht, een werkkamp van Auschwitz bij een kolenmijn. Uit Martha's aantekeningen blijkt: “Werd eerst in ’t orkest, later in de mijnen te werk gesteld. Kreeg, hoewel van ijzersterke constitutie, door ondervoeding en slechte behandeling beenziekte. Werd in ’t hospitaal gestopt – dit werd bij nadering der Russen in brand gestoken door bataljon Wehrmacht, dat hiervoor speciaal kwam. Geen joods mens mocht eruit. Ooggetuigen brachten dit bericht.”
Eind juli 1945 krijgt Martha Belinfante-Dekker via het Rode Kruis bericht dat Daniël op 27 januari 1945 is gestorven. Zij schrijft dan in haar aantekeningen: "Ik hoor het einde Juli 1945, alles is leeg – huisraad weg…. Ik zit in een leeg huis, alles is stil. O God, waarom is dit vreselijke lot mijn deel”. Persoonlijke bezittingen zijn tot nog toe niet teruggevonden; zij zijn waarschijnlijk in de Tweede Wereldoorlog door de bezetter geroofd.

## Carrière
Hij werd partner in de Eerste Particuliere Muziekschool en Conservatorium van Simon van Adelberg, aan de Johannes Verhulststraat 112 in Amsterdam. Deze muziekschool nam hij in 1915 over, en veranderde de naam in “Muziekschool Watergraafsmeer” (directeur Dan. Belinfante), en verhuisde deze naar Linnaeusparkweg 39. In de vroege jaren ’30 verhuisde de muziekschool naar het adres Pythagorasstraat 27 op de hoek van de Hogeweg. De muziekschool exploiteerde hij samen met zijn vrouw.
Het Gemeente Archief van Amsterdam bezit een aantal brochures van de muziekschool uit de jaren ’30 waarin naast de doelstelling (“Algemeene Opleiding vanaf de eerste Beginselen der Toonkunst tot Volkomen Ontwikkeling, zoowel voor Vakmusici als Dilettanten”) ook de keuzemogelijkheden van de muziekschool worden opgesomd.
Daniël zelf gaf piano- en compositielessen, Martha verzorgde “Moderne Kinder-Zang-Declamatie-Spelen”. Een aantal van de overige leraren was gerekruteerd uit het Concertgebouworkest. Aan de muziekschool werden klassieke opleidingen gegeven. Vanaf 1934 werd er ook jazz gegeven in de “Eerste Hollandsche Jazzklasse” die in dat jaar werd opgericht. De brochure uit 1935 vermeldt de namen van onder andere "Hans Krieg (Piano-Jazz), Joseph Sloghem (Trompet), Simon Gomperts (Slag- en strijkbas, Trombone) en Chr. Smit (Voll. Slagwerk, Saxophone)". Hieruit blijkt het Jazz-instrumentarium en –karakter van deze opleiding. De jaarlijkse leerlingenuitvoeringen werden vaak in de kleine zaal van het Concertgebouw gegeven.

## Werken
Zijn composities heeft hij in 1941 bij vrienden in veiligheid gebracht. In Martha's aantekeningen vinden we de volgende tekst: "17 Feb. 1941 brengen we ons werk naar vrienden, omdat overal gekletst wordt en Joden vervolgingen dreigen. Mijn God, wanneer wordt de mensch Mensch? Wanneer eindigt de waanzin van bloedrode hartstocht en grauwe vernieling?" Jaartallen op de werken tonen aan dat in het begin van de oorlog nog veel componeerde. Zijn laatste werk, de ‘Polyrhytmische Etude’ no. 3, dateert van augustus 1943; kennelijk heeft hij ook na 1941 zijn recentere composities nog in veiligheid kunnen brengen. Na de oorlog doopte Martha de muziekschool om tot "Muziekschool Dan. Belinfante" als eerbetoon aan haar overleden echtgenoot. In 1955 draagt Martha de muziekhandschriften over aan de toenmalige afdeling Nederlandse Muziekarchieven van het Haags Gemeentemuseum, die nu deel uitmaakt van het Nederlands Muziekinstituut.
Begin januari 2005 dook een aantal piano-composities van Daniël Belinfante op. Mevrouw Wil Huizinga uit Heerenveen meldde dat zij een aantal piano-composities van Daniël Belinfante in haar bezit had, die haar waren nagelaten door Jos Belinfante, een nicht van Daniël. Jos was vóór de oorlog pianoleerlinge van Daniël geweest en had na de oorlog zelf eerst aan de Muziekschool lesgegeven. Zij en Daniël zouden een sterke band hebben gehad, hetgeen bleek uit de nagelaten piano-stukken: bijna allemaal waren ze aan haar opgedragen of gedateerd op de dag van haar verjaardag, 21 oktober. De meestal korte piano-werken dragen titels ‘Arabesken’ en ‘Polyrhytmische Studies’, en zijn kennelijk gescheiden van Daniëls overige composities bij Jos in bewaring gegeven. Wil Huizinga heeft van haar 8e tot haar 12e pianoles gehad van Daniël, tot in de eerste jaren van de oorlog, en zogenaamde ZD-lessen van Martha Belinfante. Zij beschrijft Daniël als een vriendelijke man, die op een rustige manier les gaf. Zij wist ook te vertellen dat Daniël weigerde de Davidsster te dragen en aanvankelijk ook niet wilde onderduiken, tot het niet langer kon.
Uit zijn pianowerken blijkt een sterke invloed van de Franse muziek uit het interbellum, wat bij heel veel Nederlandse componisten in die tijd voorkomt. Invloeden van Ravel en Debussy en ook de leden van de Groupe des Six, zoals Darius Milhaud en Francis Poulenc, zijn aanwezig. Vooral de bi- of polytonaliteit van Milhaud, het gebruik van twee of meer toonsoorten tegelijk, zijn duidelijk aanwijsbaar.

Het oeuvre omvat:

- 5 soloconcerten, 

- 1 orkestsuite, 

- 3 strijkkwartetten, 

- 3 sonates voor piano en strijkers, 

- 18 pianowerken, 

- 2 kamermuziekwerken voor diverse bezetting, 

- 15 stukken voor zang en piano, 

- 12 stukken voor diverse zang- en koorbezettingen met piano of orkest.
Voor de oorlog is het werk van Daniël Belinfante al nauwelijks uitgevoerd, en daarna tot mei 2004 helemaal niet voor zover bekend; In het archief van Martha zijn geen aanwijzingen gevonden dat na de oorlog nog enig werk van hem is uitgevoerd.